# Dřevíč (potok)
Dřevíč je potok v severovýchodních Čechách. Délka toku činí 21,8 km. Plocha povodí měří 67,6 km². V horním toku je nazýván Olšavka ( Něm. Erlitz ). Na starších mapách je i takto uváděn.

## Průběh toku
Pramení v nadmořské výšce okolo 615 m západně od Hodkovic a ústí zprava do Metuje pod Velkým Dřevíčem ve výšce 375 m. Nad Jívkou vytváří skalní peřeje (Janovické peřeje); podél toku se rozkládá řada chráněných mokřadů. Dřevíč je jednou z nejvýznamnějších oblastí výskytu mihule potoční v České republice.

### Větší přítoky
Významnější přítok je potok Jívka (z pravé strany).

## Vodní režim
Průměrný průtok Dřevíče u ústí činí 0,63 m³/s.

## Mlýny
- Vodní mlýn Dřevíček – Horní Dřevíč u Stárkova, okres Náchod, kulturní památka